# هاينز
شركة هاينز شركة أمريكية لتصنيع الأغذية يقع مقرها في بيتسبرغ ، بنسلفانيا. تأسست الشركة من قبل هنري جون هاينز في عام 1869. تقوم هاينز بتصنيع آلاف المنتجات الغذائية في مصانع في ست قارات، وتسوق هذه المنتجات في أكثر من 200 دولة وإقليم. تدعي الشركة أن لديها 150 علامة تجارية مصنفة كرقم واحد أو رقم اثنين على مقياس الجودة في جميع أنحاء العالم. احتلت هاينز المرتبة الأولى في تصنيع الكاتشب في الولايات المتحدة بحصة سوقية تزيد عن 50٪.

## التاريخ
بدأ هنري جون هاينز بتعبئة وبيع المواد الغذائية على نطاق محدود في شاربسبورج بولاية بنسلفانيا حين أسس شركة هاينز نوبل مع صديقه لارينس نوبل في عام 1869، وكان أول منتجات الشركة هو صوص الفجل الحار الذي صنعه في قبو منزل والده بناءًا على وصفة تحضير أخذها عن والدته. أفلست الشركة في عام 1875. وأسس هنري مع إخيه جون وابن عمه فريدريك هاينز في العام التالي شركة أخرى. كان كاتشب الطماطم من أولى المنتجات التي قدمتها الشركة الجديدة والتي راجت وأصبحت أشهر منتجات الشركة فيما بعد. استمرت الشركة في النمو والتوسع إلى أن اشتري هنري حصص شركائه في عام 1888 وأعاد تنظيم الشركة، وشغل منصب الرئيس التنفيذي لها بدءًا من عام 1905 حتى آخر أيام حياته.
كانت الشركة رائدة في مجال تحضير الطعام الصحي، وفي تطوير الابتكارات العلمية والتكنولوجية التي تهدف لحل مشكلات مثل التلوث البكتيري. كما اهتم هاينز بنظافة أظافر وأيدي موظفيه الذين يتعاملون مع الأطعمة ووفر لهم وسائل مثل الحمامات الساخنة للتحكم في نظافة ونقاء منتجاته. وقد أثمرت جهودها الناجحة في الضغط على الحكومة الأمريكية عن إصدار قانون الغذاء والدواء النقي في عام 1906. أسس هاينز في عام 1908 مصنعًا لمعالجة الطماطم والمنتجات أخرى في ليمينجتون بمدينة أونتاريو بكندا واستمر تشغيل المصنع باعتباره مملوكًا للشركة إلى أن تم بيعه في عام 2014. تطورت الشركة بعد الحرب العالمية الثانية ووسعت نطاق عملها ليشمب العديد من الدول. واستحوذت على شركتي أوريلدا، وستاركيست تونا.
أعلنت شركة كرافت في 25 مارس من عام 2015 عن اندماجها مع شركة هاينز، وأصبحت شركة كرافت هاينز الناتجة عن الاندماج هي خامس أكبر شركة لمنتجات الأغذية في العالم.

## قصة الرقم 57
في أحد الأيام شاهد هنري جون لوحة إعلانات لشركة تصنيع أحذية كتب عليها رقم " 21 " حيث كانت الشركة تقصد بهذا الرقم أنها تصنع 21 تصميم مختلف من الأحذية. أعجب هنري بهذه العبارة وقرر أن يستخدم شعارا مماثلا لشركته فاستخدم شعار " 57 ". على المنتجات التي تصنعها الشركة.
أما عن سبب أختيار رقم "57" تحديدا ذلك بأن هنري زعم أن رقم "5" هو رقم الحظ بالنسبة له ورقم "7" هو رقم الحظ لزوجته . ومن المحتمل أن يكون السبب أيضا هو أن شركة هنري في بداية تأسيسها وعملها كانت تصنع "57" منتج غذائي مختلف. وهناك احتمال أيضا لأن يكون الرقم "57" دلالة على عدد المناطق أو الدول التي تصل إليها منتجات شركة هاينز. وبغض النظر عن السبب الذي لا يزال غامضا حتى اليوم، فأن شركة هاينز بلا شك تصنع وتصدر اليوم المئات من المنتجات الغذائية للعديد من دول العالم يزيد عددها بلا شك عن 57 منتج أو دولة ومنطقة، وهو ما يعنى أن رقم "57" أصبح بلا معنى إلا أنه ظل مستخدما كشعار لمنتجات الشركة منذ تأسيسها.

## المنتجات

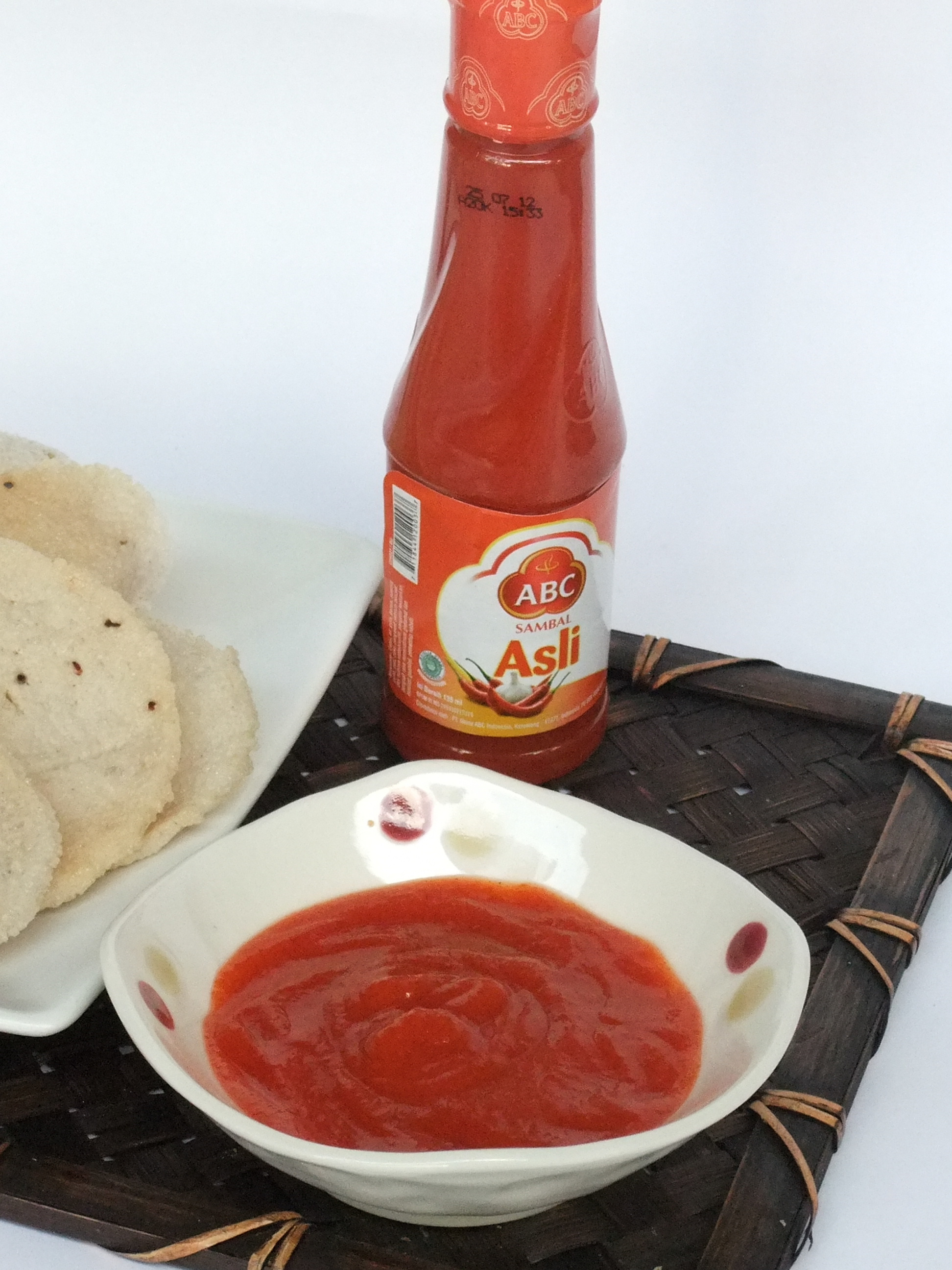
صلصة الفلفل الأحمر الإندونيسية الأصلية أحد منتجات شركة هاينز

كان المنتج الأول للشركة هو منتج صلصة الفجل الحارة التي صنعها هاينز بناءًا على وصفة تحضير مأخوذة من والدته، ثم تعددت منتجات الشركة وتنوعت حتى وصلت بحلول عام 1896 إلى أكثر من 60 منتج غذائي. ابتكر منتج معجون سلطة هاينز لأول مرة في إنجلترا عام 1914، وفي عام 2001 استحوذت هاينز على حق تصنيع منتجات صلصة المعكرونة والمرق الجاف من شركة بورن فودز. تنتج الشركة حاليًا آلاف المنتجات الغذائية حول العالم منها ما هو مخصص لتحضير أنواع مختلفة من الحساء كحساء معجون الطماطم، ومعجون فطر عيش الغراب، وحساء الخضروات، وحساء الدجاج، وحساء العدس بلحم الخنزير، ومنها ما هو مخصص لتحضير المعجنات مثل السباغيتي، والبولونيز والمعكرونة بالجبن، بالإضافة إلى البقوليات الملبة، وأنواع مختلفة من الصلصات مثل صلصلة المايونيز، وصلصة الباربيكيو بأنواعها الحارة والعادية وصلصة الباربيكيو الكورية، وصلصة البرغر الأمريكية، وصلصة الفلفل الحلو التايلاندية، وصلصة الثوم التركية، وصلصة الخردل. والكاتشب، وكاتشب الهالبينو الحار.

## المصدر
1. ↑  وصلة مرجع: https://www.ifad.org/en/companies.
2. ↑  "Heinz Ketchup". مؤرشف من الأصل في 2020-06-05.
3. ↑  "Heinz Mustard". مؤرشف من الأصل في 2020-06-05.
4. ↑  "Heinz Mayonnaise". مؤرشف من الأصل في 2020-06-04.
5. ↑  "Heinz BBQ Sauce". مؤرشف من الأصل في 2020-06-05.
6. ↑  "Heinz Gravy". مؤرشف من الأصل في 2020-06-04.
7. ↑  "Heinz Vinegar". مؤرشف من الأصل في 2020-06-04.
8. ↑  "Heinz, Henry John". Collier's New Encyclopedia. 1921. مؤرشف من الأصل في 2020-08-01.
9. ↑  America's obsessives : the compulsive energy that built a nation (ط. First edition). New York. ISBN:978-1-4555-0238-7. OCLC:824608989. مؤرشف من الأصل في 2017-10-11. {{استشهاد بكتاب}}: |طبعة= يحتوي على نص زائد (مساعدة)
10. ↑  "Feeding the masses: H.J. Heinz and the creation of industrial food". مؤرشف من الأصل في 2021-01-23.
11. ↑  Cho، Adrian (29 سبتمبر 2016). "Patricia Dehmer, guiding force behind Department of Energy science, to retire". Science. DOI:10.1126/science.aah7368. ISSN:0036-8075. مؤرشف من الأصل في 2021-01-23.
12. 1 2  "Lewers, Very Rev. Benjamin Hugh, (25 March 1932–25 March 2015), Provost of Derby, 1981–97". Who Was Who. Oxford University Press. 1 ديسمبر 2007. مؤرشف من الأصل في 2021-08-11.
13. ↑  B. Rajesh (30 نوفمبر 2018). Wealth Creation in the World’s Largest Mergers and Acquisitions. Cham: Springer International Publishing. ص. 79–84. ISBN:978-3-030-02362-1. مؤرشف من الأصل في 2022-10-13.
14. ↑  "Heinz | Our Story". www.heinz.co.uk (بالإنجليزية الأمريكية). Archived from the original on 2020-05-25. Retrieved 2020-05-28.
15. ↑  Eschner, Kat. "There Never Were 57 Varieties of Heinz Ketchup". Smithsonian Magazine (بالإنجليزية). Archived from the original on 2020-04-04. Retrieved 2020-05-28.
16. ↑  The Advertising Age Encyclopedia of Advertising. Routledge. 18 يونيو 2015. ص. 752–761. ISBN:978-1-315-06275-4. مؤرشف من الأصل في 2021-01-23.
17. ↑  "Borden buys Blagden". Reinforced Plastics. ج. 43 ع. 9: 7. 1999-09. DOI:10.1016/s0034-3617(99)91065-2. ISSN:0034-3617. مؤرشف من الأصل في 23 يناير 2021. {{استشهاد بدورية محكمة}}: تحقق من التاريخ في: |تاريخ= (مساعدة)